# Friederike Brun
Sophie Christiane Friederike Brun (Gräfentonna, 3 giugno 1765 – 25 marzo 1835) è stata una scrittrice danese.

## Biografia
Friederike, figlia del letterato e teologo Balthasar Münter e sorella di Friederich Münter, fu una scrittrice danese e assidua frequentatrice di salotti letterari. Appena diciottenne sposò un console a Copenaghen e in età adulta viaggiò molto. Durante i suoi viaggi ebbe l'occasione di conoscere e stringere amicizie con importanti personaggi che animavano la scena culturale europea come Johann Wolfgang von Goethe, Friedrich Schiller, August Wilhelm Schlegel, Johann Gottfried Herder, Wilhelm Grimm e Madame de Staël.

## Opere

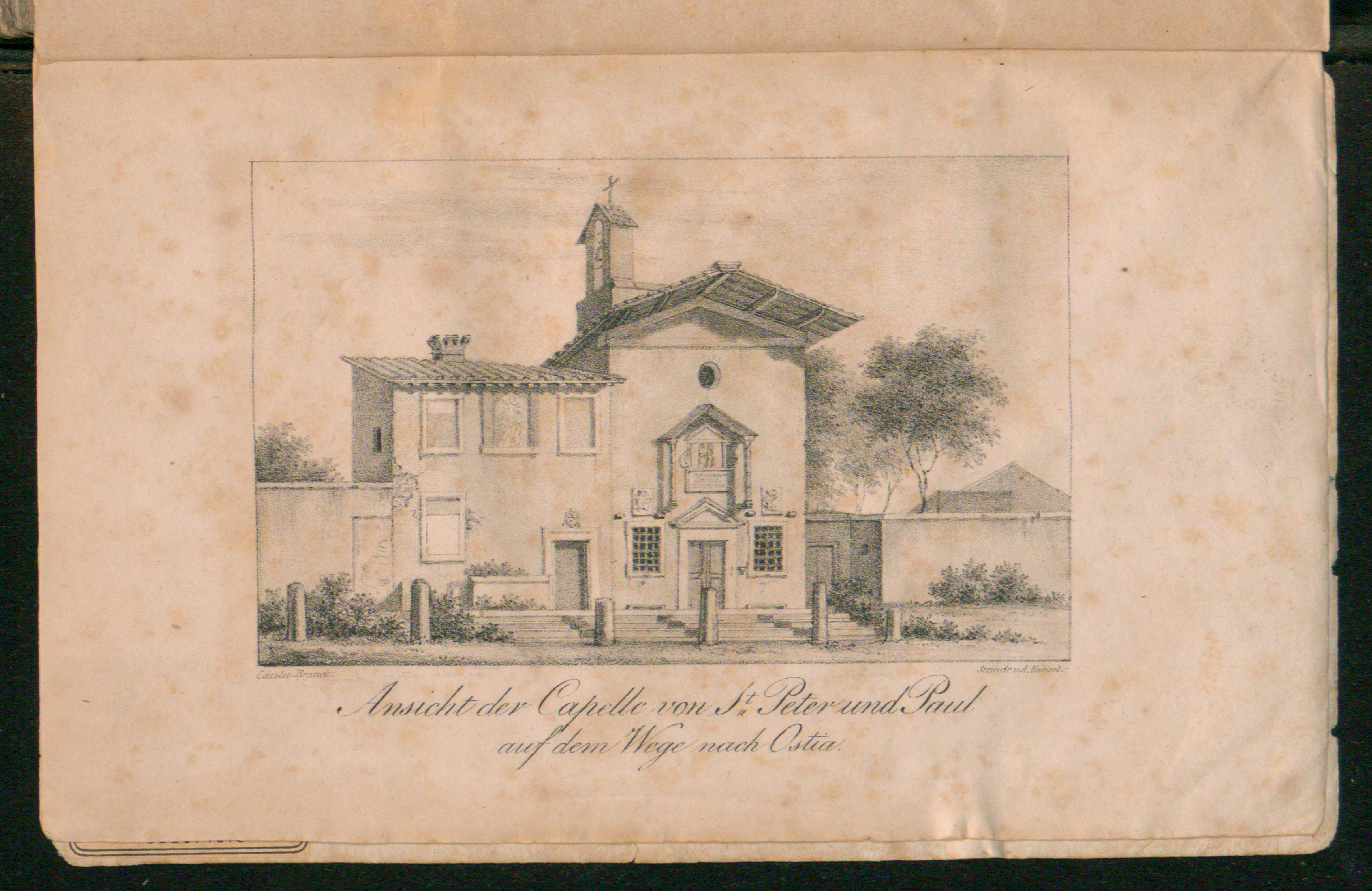
Tavola tratta da Römisches Leben, 1833

- Tagebuch über Rom. 1, Zürich, Füßli & Co Orell, 1800.
- Tagebuch über Rom. 2, Zürich, Füßli & Co Orell, 1801.
- [Opere. Poesia]. 1, Wien, Bernhard Philipp Bauer, 1816.
- [Opere. Poesia]. 2, Wien, Bernhard Philipp Bauer, 1816.
- Römisches Leben. 1, Leipzig, Brockhaus, Friedrich Arnold, 1833.
- Römisches Leben. 2, Leipzig, Brockhaus, Friedrich Arnold, 1833.